# Supletivizam
Supletivizam (lat. supplere - dopuniti, zameniti) u gramatici označava promenu reči pri kojoj se umesto dodavanja nastavaka za oblik (imenski, glagolski) na gramatičku osnovu, oblici promenljivih reči dobijaju dopunjavanjem, upotrebom različitih oblika koji se nekad delimično, a nekad i potpuno razlikuju od sistemskih oblika. Supletivizam je zasnovan na značenjskim odnosima gde se dva različita skupa glasova (fonema) povezuju u jednom zajedničkom, leksičkom značenju.

## Primeri u srpskom jeziku
- Imenice: čovek (jednina) → ljudi (množina)
- Pridevi: dobar (pozitiv) → bolji (komparativ)

## Literatura
- Живојин Станојчић; Љубомир Поповић (2000). „19. Суплетивизам у промени облика речи”. Граматика српскога језика. Београд: Завод за уџбенике и наставна средства. стр. 123 и 124. ISBN 978-86-17-08190-2.

## Spoljašnje veze
- — primeri supletivizma u različitim jezicima (језик: енглески)